# Hugues de Terlon
Hugues de Terlon, chevalier de l'ordre de Saint-Jean de Jérusalem, diplomate français, né à Toulouse vers 1620, et mort en 1689.

## Biographie
Hugues de Terlon est le fils de Gabriel de Terlon, conseiller au parlement de Toulouse et mainteneur aux Jeux floraux. Il se fit connaître du cardinal Mazarin qui en a fait un de ses gentilshommes.
En 1655, Mazarin l'a chargé d'aller complimenter le roi de Suède Charles X Gustave pour son mariage avec Edwige-Éléonore de Holstein-Gottorp et lui remet un service en vermeil offert par Louis XIV. Après la mort, en 1657, de Charles d'Avaugour du Bois ambassadeur de France en Suède, le roi de Suède a demandé qu'il soit nommé ambassadeur pour le remplacer. Pendant la guerre entre le Danemark et la Suède il a accompagné le roi de Suède dans son expédition de Seeland, en 1658. Le roi de France lui a demandé de rapprocher la Suède de la Pologne dans la première guerre du Nord. Il a participé aux négociations de Torstrup qui ont amené à la signature de préliminaires de la paix avec le Danemark, le 18 février 1658. Le traité de Roskilde n'étant pas respecté par le roi de Suède, les combats reprennent. La France, l'Angleterre et les Provinces-Unies interviennent comme médiateurs. Hugues Terlon participe aux conférences de Copenhague avec Algernon Sydney qui ont conduit à la signature du traité de Copenhague, le 6 juin 1660. Il a engagé le roi Frédéric III de Danemark à se débarrasser de l'opposition due à la participation de la noblesse au pouvoir souverain. Charles X Gustave était intéressé à conserver l'état d'anarchie au Danemark.
Charles X Gustave ayant trois guerres à supporter, il a demandé la médiation de la France pour se rapprocher de la Pologne. Le chevalier de Terlon a envoyé son secrétaire à Varsovie pour sonder les dispositions du roi de Pologne Jean II Casimir Vasa. Ce dernier ayant demandé la médiation de Louis XIV, le chevalier de Terlon est envoyé en Pologne avant les premières conférences tenues à Thorn mais le plénipotiaire français médiateur a été Antoine de Lumbres.
Le chevalier de Terlon conclu le traité de Stockholm, le 24 décembre 1662/4 janvier 1663, un traité d'alliance avec la Suède renouvelant l'alliance de Fontainebleau pour garantir la paix de Westphalie. Il a signé quelques jours avant un traité de commerce avec la Suède. Il est alors revenu en France et a été nommé conseiller d'État.
Le roi l'a renvoyé en 1664 auprès des régents de Suède pour qu'ils accèdent au traité d'alliance que la France avait signé avec le Danemark le 3 août 1663. Il a réussi à rompre les négociations de l'envoyé du gouvernement britannique pour conclure une alliance avec la Suède. Cependant, comme le chevalier de Terlon n'a pas réussi à obtenir des régents de Suède qu'ils accèdent aux articles du traité signé avec le Danemark, il est remplacé en 1666 par Simon Arnauld de Pomponne qui doit obtenir le soutien de la Suède pour l'élection du prince de Condé ou de son fils comme roi de Pologne, de rester neutre dans la Deuxième guerre anglo-néerlandaise et de ne pas attaquer le Danemark allié des Provinces-Unies. Il n'a pu obtenir que la neutralité de la Suède tant qu'il avait une guerre avec la Russie.
Le chevalier de Terlon est ensuite envoyé comme ambassadeur extraordinaire au Danemark où il est resté jusqu'en 1675.

## Publications
- Mémoires du chevalier de Terlon pour rendre compte au roy de ses négociations depuis l'année 1656 jusqu'en 1661, chez lLouis Billaine, Paris, 1681 tome 1, tome 2